# Japan Soccer League 1970
La stagione 1970 è stata la sesta edizione della Japan Soccer League, massimo livello del campionato giapponese di calcio.

## Avvenimenti

### Antefatti
Il precampionato non vide nessuna modifica del torneo da un punto di vista regolamentare, ma un riassetto societario da parte di alcune squadre: mentre Toyo Kogyo, Furukawa Electric e Yanmar Diesel modificarono i colori sociali, lo Yawata Steel cambiò nome in Nippon Steel, nome assunto dall'azienda dopo la fusione con la Fuji Iron & Steel. A livello di calciatori, si segnalò il primo caso di naturalizzazione di un giocatore straniero, con l'esordio di Nelson Yoshimura (che per l'occasione cambiò il proprio nome in Daishiro) in nazionale maggiore.

### Il campionato
La prima parte del torneo, svoltasi a partire dal 5 aprile, vide il Toyo Kogyo subito al comando della classifica arrivando al 24 maggio (giorno in cui si giocò l'ultima gara prima del giro di boa) con un punto di svantaggio sull'Hitachi Head Office, che pure era riuscito a prevalere nello scontro diretto. Nel girone di ritorno, iniziato il 20 settembre, l'Hitachi Head Office si staccò progressivamente dal vertice e il Toyo Kogyo confermò il proprio rendimento: in quel frangente salirono le quotazioni dei campioni in carica del Mitsubishi Heavy Industries, comunque troppo distanti per sperare un aggancio nei confronti del club della Mazda che ottenne, in anticipo rispetto alla conclusione del torneo, il suo quinto titolo nazionale.
Da una convulsa bagarre a tre per l'ultimo posto valido per l'accesso alla Coppa dell'Imperatore, lo Yanmar Diesel surclassò il Furukawa Electric, favorito dai risultati positivi negli scontri diretti, e il Nippon Steel. La qualificazione ai playoff interdivisionali sembrò, sin dalla fine del girone di andata, destinata al Nagoya Bank e al Nippon Kokan, sebbene quest'ultima squadra avesse accennato ad un tentativo di rimonta nell'ultima parte del torneo. Nelle rispettive gare, il Nippon Kokan sconfisse con facilità il Kofu Club, mentre al Nagoya Bank bastò vincere di misura nella gara di andata contro il Toyota Motors per assicurarsi la permanenza nella massima divisione.

## Squadre

### Profili
| Club partecipanti   | Club partecipanti | Città      | Stagione 1969                                 |
| ------------------- | ----------------- | ---------- | --------------------------------------------- |
| Furukawa Electric   | dettagli          | Ichihara   | 4° in Japan Soccer League                     |
| Hitachi Head Office | dettagli          | Koganei    | 7° in Japan Soccer League                     |
| Mitsubishi HI       | dettagli          | Saitama    | Campione del Giappone                         |
| Nagoya Bank         | dettagli          | Nagoya     | 8° in Japan Soccer League                     |
| Nippon Kokan        | dettagli          | Kawasaki   | 6° in Japan Soccer League                     |
| Nippon Steel        | dettagli          | Kitakyūshū | 3° in Japan Soccer League (come Nippon Steel) |
| Toyo Kogyo          | dettagli          | Hiroshima  | 2° in Japan Soccer League                     |
| Yanmar Diesel       | dettagli          | Osaka      | 5° in Japan Soccer League                     |

### Allenatori
| Club                | Allenatore         |
| ------------------- | ------------------ |
| Furukawa Electric   | Takeshi Sakurai    |
| Hitachi Head Office | Hidetoki Takahashi |
| Mitsubishi HI       | Hiroshi Ninomiya   |
| Nagoya Bank         | sconosciuto        |
| Nippon Kokan        | Susumi Chida       |
| Nippon Steel        | Masashi Watanabe   |
| Toyo Kogyo          | Yukio Shimomura    |
| Yanmar Diesel       | Kenji Onitake      |

## Classifica finale
|                     | Pos. | Squadra             | Pt | G  | V  | N | P  | GF | GS | DR  |
| ------------------- | ---- | ------------------- | -- | -- | -- | - | -- | -- | -- | --- |
| Giappone (bandiera) | 1.   | Toyo Kogyo          | 23 | 14 | 11 | 1 | 2  | 33 | 5  | +28 |
|                     | 2.   | Mitsubishi HI       | 18 | 14 | 7  | 4 | 3  | 24 | 13 | +11 |
|                     | 3.   | Hitachi Head Office | 16 | 14 | 6  | 4 | 4  | 21 | 18 | +3  |
|                     | 4.   | Yanmar Diesel       | 15 | 14 | 7  | 1 | 6  | 26 | 21 | +5  |
|                     | 5.   | Furukawa Electric   | 14 | 14 | 5  | 4 | 5  | 21 | 21 | 0   |
|                     | 6.   | Nippon Steel        | 13 | 14 | 5  | 3 | 6  | 31 | 29 | +2  |
|                     | 7.   | Nippon Kokan        | 8  | 14 | 3  | 2 | 9  | 14 | 38 | -24 |
|                     | 8.   | Nagoya Bank         | 5  | 14 | 1  | 3 | 10 | 9  | 34 | -25 |

Legenda:

         Campione del Giappone
         Ammessa in Coppa dell'Imperatore 1970
Note:
Due punti a vittoria, uno a pareggio, zero a sconfitta.

## Risultati

### Tabellone
|                     | Toy  | MHI  | Hit  | Yan  | Fur  | Nip  | Nkk  | Nag  |
| ------------------- | ---- | ---- | ---- | ---- | ---- | ---- | ---- | ---- |
| Toyo Kogyo          | –––– | 1-0  | 1-2  | 1-0  | 3-0  | 2-0  | 4-0  | 5-0  |
| Mitsubishi HI       | 1-0  | –––– | 2-1  | 0-0  | 2-2  | 2-2  | 4-0  | 0-0  |
| Hitachi Head Office | 0-0  | 2-1  | –––– | 3-0  | 2-1  | 3-3  | 2-1  | 2-0  |
| Yanmar Diesel       | 1-2  | 2-1  | 4-2  | –––– | 0-1  | 4-2  | 4-0  | 3-0  |
| Furukawa Electric   | 0-1  | 2-3  | 0-0  | 2-1  | –––– | 3-3  | 2-0  | 1-2  |
| Nippon Steel        | 1-5  | 1-2  | 2-1  | 5-0  | 1-2  | –––– | 3-0  | 5-2  |
| Nippon Kokan        | 0-4  | 0-5  | 3-1  | 2-3  | 2-2  | 2-1  | –––– | 2-2  |
| Nagoya Bank         | 0-4  | 0-1  | 0-0  | 0-4  | 1-3  | 1-2  | 1-2  | –––– |

#### Spareggi promozione/salvezza
|               |     |               | Città e data                 |
| ------------- | --- | ------------- | ---------------------------- |
| Nagoya Bank   | 1-0 | Toyota Motors | Ichinomiya, 5 dicembre 1970  |
| Nippon Kokan  | 4-0 | Kofu Club     | Yokohama, 6 dicembre 1970    |
|               |     |               |                              |
| Toyota Motors | 1-1 | Nagoya Bank   | Ichinomiya, 12 dicembre 1970 |
| Kofu Club     | 0-3 | Nippon Kokan  | Nagoya, 20 dicembre 1970     |

## Statistiche

### Classifiche di rendimento
| \| Andata \| Andata \| Ritorno \| Ritorno \| \| \| \| \| \| \| Toyo Kogyo \| 12 \| Toyo Kogyo \| 11 \| \| Hitachi Head Office \| 11 \| Mitsubishi HI \| 10 \| \| Mitsubishi HI \| 8 \| Yanmar Diesel \| 8 \| \| Yanmar Diesel \| 7 \| Furukawa Electric \| 7 \| \| Furukawa Electric \| 7 \| Nippon Kokan \| 7 \| \| Nippon Steel \| 7 \| Nippon Steel \| 6 \| \| Nagoya Bank \| 3 \| Hitachi Head Office \| 5 \| \| Nippon Kokan \| 1 \| Nagoya Bank \| 2 \| |        |                     |         |
| Andata | Andata | Ritorno             | Ritorno |
| |        |                     |         |
| Toyo Kogyo | 12     | Toyo Kogyo          | 11      |
| Hitachi Head Office | 11     | Mitsubishi HI       | 10      |
| Mitsubishi HI | 8      | Yanmar Diesel       | 8       |
| Yanmar Diesel | 7      | Furukawa Electric   | 7       |
| Furukawa Electric | 7      | Nippon Kokan        | 7       |
| Nippon Steel | 7      | Nippon Steel        | 6       |
| Nagoya Bank | 3      | Hitachi Head Office | 5       |
| Nippon Kokan | 1      | Nagoya Bank         | 2       |

### Primati stagionali
| Record - Maggior numero di vittorie: Toyo Kogyo (11) - Minor numero di sconfitte: Yanmar Diesel (2) - Miglior attacco: Toyo Kogyo (33) - Miglior difesa: Toyo Kogyo (5) - Miglior differenza reti: Toyo Kogyo (+28) - Maggior numero di pareggi: Mitsubishi HI, Hitachi Head Office e Furukawa Electric (4) - Minor numero di pareggi: Toyo Kogyo e Yanmar Diesel (1) - Maggior numero di sconfitte: Nagoya Bank (10) - Minor numero di vittorie: Nagoya Bank (1) - Peggior attacco: Nippon Kokan (9) - Peggior difesa: Nippon Kokan (38) - Peggior differenza reti: Nagoya Bank (-25) |

### Classifica marcatori
| Gol |  |  | Giocatore          | Squadra       |
| --- |  |  | ------------------ | ------------- |
| 16  |  |  | Kunishige Kamamoto | Yanmar Diesel |
| 9   |  |  | Yasuyuki Kuwahara  | Toyo Kogyo    |
| 9   |  |  | Tadahiko Ueda      | Nippon Steel  |
| 7   |  |  | Ikuo Matsumoto     | Toyo Kogyo    |